# Єжи Козакевич
Єжи Козакевич (пол. Jerzy Kozakiewicz; 23 березня 1948, Краків — 21 травня 2024) — польський історик, дипломат та політолог. Надзвичайний і Повноважний Посол Польщі в Україні.

## Життєпис
Народився 23 березня 1948 року в м.Краків. У 1972 закінчив Ягеллонський університет.
З 1972 по 1985 — асистент, ад'юнкт у Центрі наукової інформації Польської Академії Наук у Кракові.
З 1985 по 1990 — ад'юнкт у Центрі наукової інформації Польської Академії Наук у Варшаві.
З 1990 по 1991 — консул Генерального консульства Польщі в Києві.
З 1992 по 1993 — радник посольства Польщі в Україні, повноважний міністр, Тимчасово повірений у справах Польщі в Україні.
З 1993 по 1997 — Надзвичайний і Повноважний Посол Польщі в Україні.
Старший науковий співробітник Інституту політичних досліджень Польської Академії Наук.

## Публікації
- Польсько-українські відносини (Stosunki polsko-ukraińskie), Краків, 1998
- Росія в політиці незалежної України (Rosja w polityce niepodległej Ukrainy), Варшава: Інститут політичних досліджень Польської академії наук, 1999
- Політика безпеки країн Балтії (Polityka bezpieczeństwa państw bałtyckich), Краків: Інститут стратегічних досліджень, 2003